# Anna Emilie Møller
Anna Emilie Møller (Copenaghen, 28 luglio 1997) è una siepista, mezzofondista ed ex cestista danese.

## Biografia
Møller ha debuttato internazionalmente agli Europei a squadre in Bulgaria, vincendo la medaglia d'argento. Nello stesso anno ha vinto due medaglie agli Europei juniores in Svezia. Nel 2016 ha raggiunto lo standard di partecipazione ai Giochi olimpici di Rio de Janeiro 2016.
Dopo aver vinto tre medaglie consecutive agli Europei under 23, è arrivata a competere in una finale mondiale nell'edizione 2019 in Qatar.
Dal 2016 ha vinto numerosi titoli nazionali.

## Palmarès
| Anno | Manifestazione  | Sede           | Evento       | Risultato | Prestazione | Note                                     |
| ---- | --------------- | -------------- | ------------ | --------- | ----------- | ---------------------------------------- |
| 2015 | Europei U20     | Istanbul       | 3000 m piani | Bronzo    | 9'17"36     |                                          |
| 2015 | Europei U20     | Istanbul       | 5000 m piani | Argento   | 16'07"43    |                                          |
| 2016 | Mondiali U20    | Bydgoszcz      | 3000 m siepi | 5ª        | 9'43"84     |                                          |
| 2016 | Giochi olimpici | Rio de Janeiro | 3000 m siepi | Batteria  | 9'32"68     |                                          |
| 2017 | Europei U23     | Bydgoszcz      | 3000 m siepi | Oro       | 9'43"05     |                                          |
| 2017 | Mondiali        | Londra         | 3000 m siepi | Batteria  | 9'44"12     |                                          |
| 2018 | Europei         | Berlino        | 3000 m siepi | 7ª        | 9'31"66     |                                          |
| 2019 | Europei U23     | Gävle          | 5000 m piani | Oro       | 15'07"70    | Record nazionale                         |
| 2019 | Europei U23     | Gävle          | 3000 m siepi | Oro       | 9'27"31     | Record dei campionati                    |
| 2019 | Mondiali        | Doha           | 5000 m piani | Batteria  | 15'11"76    |                                          |
| 2019 | Mondiali        | Doha           | 3000 m siepi | 7ª        | 9'13"46     | Record nazionale                         |
| 2021 | Giochi olimpici | Tokyo          | 3000 m siepi | Batteria  | 9'31"99     | Miglior prestazione personale stagionale |

## Campionati nazionali
2015
- Bronzo ai campionati danesi di 10 km su strada - 35'36"
- Oro ai campionati danesi, 5000 m piani - 16'14"72
- Oro ai campionati danesi, 1500 m piani - 4'32"84
- Oro ai campionati danesi juniores, 3000 m siepi - 10'09"58
- Oro ai campionati danesi juniores, 800 m piani - 2'10"36

2016
- Oro ai campionati danesi, 1500 m piani - 4'37"24
- Oro ai campionati danesi, 800 m piani - 2'05"91

2017
- Oro ai campionati danesi, 5000 m piani - 16'06"87

2018
- Oro ai campionati danesi, 3000 m siepi - 9'34"85
- Oro ai campionati danesi, 800 m piani - 2'09"67

2019
- Oro ai campionati danesi, 5000 m piani - 15'35"04
- Oro ai campionati danesi, 1500 m piani - 4'18"76

2021
- Oro ai campionati danesi, 5000 m piani - 15'47"88
- Oro ai campionati danesi, 3000 m siepi - 9'48"07

## Altre competizioni internazionali
2017
- 9ª ai Bislett Games ( Oslo), 3000 m siepi - 9'3"30

2019
- 11ª ai Bislett Games ( Oslo), 3000 m siepi - 9'24"21